# Markt Einersheim
Markt Einersheim (auch Einersheim genannt, fränkisch: Ennascha) ist ein Markt des Landkreises Kitzingen in Unterfranken.
Der im 9. Jahrhundert erstmals als „Einheresheim“ erwähnte Ort liegt an der alten Heeres- und Handelsverbindung von Nürnberg nach Frankfurt am Main am Rande des Steigerwaldes. Es ist ein Markt mit sichtbaren Resten der ehemaligen Kirchenburg und der Ortsbefestigung. Einige alte Fachwerkbauten, das Schloss und der moderne Brunnen gestalten den Marktplatz. Weinberge, Waldgebiete, Wiesen und Ackerland prägen trotz großer Fabrikhallen außerhalb des Ortskerns immer noch den ländlichen Charakter der Ortschaft.
In früheren Zeiten war Markt Einersheim durch Straße und Bahn an zwei große Städte, Würzburg und Nürnberg, angebunden. Die Bewohner verdienten mit Landwirtschaft und Handel an der Alten Reichsstraße ihren Lebensunterhalt. Darüber hinaus litt der Ort über die Jahrhunderte in zahlreichen kriegerischen Auseinandersetzungen der Landesherren immer wieder unter durchziehenden und Quartier nehmenden Soldaten. Dies traf sowohl auf Freunde wie auch Feinde zu.
Das 20. Jahrhundert brachte in Markt Einersheim den wirtschaftlichen Wandel. Die Landwirtschaft trat mit der Ansiedlung von zunächst drei Großbetrieben immer mehr in den Hintergrund. Die Firma Fritsch expandierte in der Mitte des vergangenen Jahrhunderts und die Bäckerei Fuchs kam in den Ort. Das Werk der Knauf-Gruppe entstand. Zahlreiche weitere Unternehmen siedelten sich seither im Markt an.
Markt Einersheim gehörte von 1862 bis 1972 zum Landkreis Scheinfeld im Regierungsbezirk Mittelfranken. Am 1. Juli 1972 fand der Wechsel zum Landkreis Kitzingen statt. Die Gemeinde schloss sich am 1. Mai 1978 mit den Gemeinden Rödelsee, Willanzheim und Iphofen zur Verwaltungsgemeinschaft Iphofen zusammen.:7

## Geografie

### Lage
Markt Einersheim liegt in der Region Würzburg (Bayerische Planungsregion 2) und gehört zur Hellmitzheimer Bucht. Diese schiebt sich in tief in den Steigerwald hinein und öffnet sich westwärts zum Maintal.:8 An der Gemarkungsgrenze zum Iphöfer Ortsteil Possenheim liegt die Ortswüstung Kirchheim. Das Dorf wurde bereits im 13. Jahrhundert aufgegeben. Eine ähnliche Lage wird auch bei der Wüstung Eckelsheim angenommen. Nahe dem Neubauhof wird dagegen der Sackshof vermutet.

### Geologie
Naturräumlich liegt Einersheim an der Grenze zweier Haupteinheitengruppen. Der Süden des Gemeindegebiets mit dem Hauptort Einersheim ist Teil des Schwanbergvorlandes, das sich durch sanfte Hügel auszeichnet. Im Norden beginnt der Nördliche Steigerwald mit wesentlich höheren Erhebungen.
Der Steigerwald gehört zur Keuperstufe des Südwestdeutschen Schichtstufenlandes. Die Hellmitzheimer Bucht liegt in der Zone des Gipskeupers. Die Grenze des Sandsteinkeupers ist identisch mit der Waldgrenze.:8, 9
Südlich der Ortschaft durchzieht der Moorseebach den Mühlengrund mit altem Kopfweidenbestand und Feuchtwiesen. Die vier Mühlen wurden früher zum Mahlen des Getreide der Bauern verwendet. Ein Teilstück des Mühlengrundes ist Bestandteil des Natura 2000 Netzwerkes und als Schutzgebiet DE6327302, Kalktuffquellen zwischen Willanzheim und Markt Einersheim ausgewiesen.

### Gemeindegliederung
Es gibt acht Gemeindeteile (in Klammern ist der Siedlungstyp angegeben):
- Am Kühbuck (Weiler)
- Am Wasserhäuschen (Einöde)
- Eselsmühle (Einöde)
- Markt Einersheim (Hauptort)
- Neubauhof (Gut)
- Schwarzmühle (Einöde)
- Sekretariusmühle (Einöde)
- Steinmühle (Einöde)

Es gibt nur die Gemarkung Markt Einersheim.  Sie hat eine Fläche von 7,763 km². Sie ist in 1629 Flurstücke aufgeteilt, die eine durchschnittliche Fläche von 4765,36 m² haben. In ihr liegen sämtliche Gemeindeteile der Gemeinde.

### Nachbargemeinden
Markt Einersheim wird fast vollständig vom Gebiet der Nachbarstadt Iphofen (Landkreis Kitzingen, Unterfranken) umschlossen. Im Osten grenzt der Ort für ein kurzes Stück an Markt Bibart (Landkreis Neustadt an der Aisch-Bad Windsheim, Mittelfranken).

### Klima
Hier herrscht mildes und trockenes Klima vor.

## Geschichte

### Ortsname
Der Ort hieß im 9. Jahrhundert [Ein]irihesheim bzw. Einheresheim. Das Grundwort ist ahd. heim ‚Wohnung, Behausung, Heimstatt‘. Das Bestimmungswort ist der Personenname Einirīh.
Spätere Namensformen waren:
- 1144 „Einresheim“
- 1148 „Enrsheim“
- 1182 „Enersheim“
- 1258 „Einrisheim“
- 1263 „Emerichesheim“
- 1270 „Einresheim“
- 1297 „Enricheshain“
- 1319 „Enershei(m)“
- 1340 „Ernsheim“
- 1349 „Ennersheim under Speckfeld“
- 1376 „Eynresheym“
- 1407 als Einersheim
- 1530 „Marck Eynersheimb“
- 1550 „Marck Aynersheim“
- 1801 „Markteinersheim, Limburg-Speckfeldischer Marktflecken“
- 1973 „Markt Einersheim“

Die Ergänzung Markt bezeichnet ab 1530 den Rechtsstatus, Märkte abhalten zu dürfen.

### Ortsgeschichte

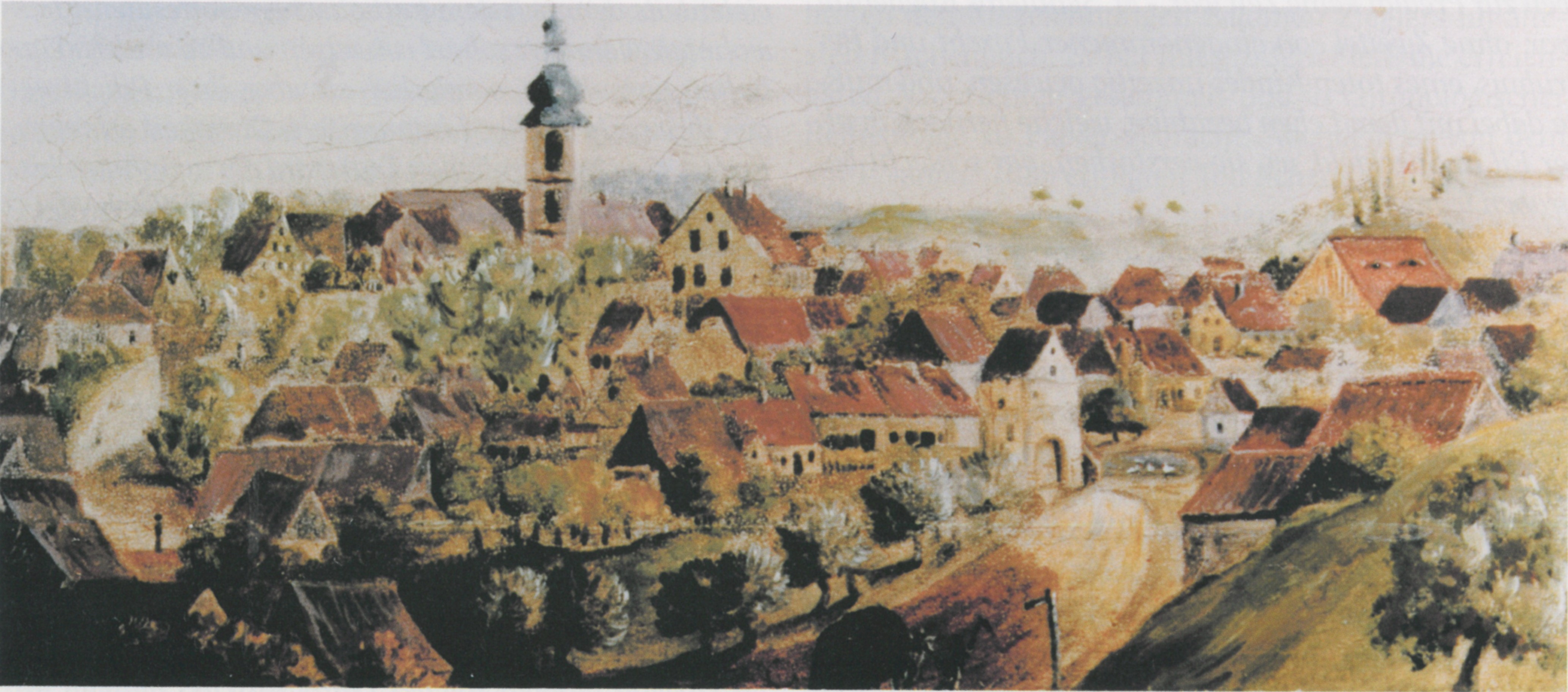
Markt Einersheim um 1800, vom Point aus gesehen

Reihengräberfunde in der Nähe des Marktes weisen auf die erste Besiedlung um 600 hin. Der Ort wurde wohl zur Zeit der Fränkischen Landnahme gegründet.
Der Ort wurde erstmals in einem Würzburger Pergamentrest des 9. Jahrhunderts erwähnt. In der Wildbann–Schenkungsurkunde Kaiser Heinrichs II. an das Hochstift Würzburg aus dem Jahr 1023 wird der Ort dann als „Wingershesheim“ angegeben, was vermutlich einen in Markt Einersheim aufgegangenen Nachbarort auf dem Weg zwischen Dornheim und Iphofen meint.
Erstmals erschien 1144 „Einresheim“ in einer Urkunde von Stift Haug in Würzburg. Die Dorfherrschaft ist bis um 1400 mangels aussagekräftiger Schriftquellen nur teilweise rekonstruierbar. Der älteste Grundherr war das Würzburger Domkapitel mindestens seit dem 9. Jahrhundert, das um 1270 mit 111⁄2 Huben einen beachtlichen Dorfanteil besaß. Daneben besaß das Würzburger Stift Haug wohl seit seiner Gründung um 1000 einen anderen großen Dorfanteil, zu dem um 1385 neben einem Amtshof noch 131⁄2 große Höfe zinsten. Vermutlich haben die beiden geistlichen Institutionen den 1148 genannten „Helwic de Enrsheim“ als ihren Dienstmann und Verwalter vor Ort eingesetzt. Deutlicher finden wir 1240 seinen Nachkommen Siboto de Engersheim als Zeugen in einer Würzburger Urkunde, der für seinen Schwager Swiker von Oberbach als bischöflicher Lehensträger aus dem Ansbacher Raum bürgt. Die „Villa Einrisheim“ gehörte in der Castell’schen Teilungsurkunde von 1266 zwar zum Besitz der Grafen zu Castell, aber danach werden keine Rechte mehr von ihnen erwähnt. Spätestens 1264 lässt sich auch das Nürnberger Schottenkloster St. Egidien hier nachweisen, weil Einersheim offenbar in dieser Zeit die benachbarte Siedlung Wingersheim aufnahm. Die bleibende Erinnerung an die mittelfränkischen Benediktinermönche dürfte der Gassenname „Schottenberg“ am Ostrand des Marktortes sein. Mit dieser Siedlungsverlagerung konnten dann auch die 1231 in Wingersheim begüterten Edelherren von Speckfeld hier Fuß fassen und das als Ansatzpunkt für ihre Herrschaft nutzen. Der letzte herrschende Angehörige dieser Familie, Gottfried von Speckfeld, ist offenbar zwischen 1291 und 1297 verstorben und sein Erbe fiel an den Verwandten Albrecht von Hohenlohe-Uffenheim, der auf der Burg Speckfeld oberhalb von Markt Einersheim bis 1306 einen Amtsverwalter (Vogt) einsetzte. Ludwig von Hohenlohe erhielt 1349 für seine Verdienste von Kaiser Karl IV. Zoll und Geleit „zu Enersheim under Speckfeld“ als Lehen. Da sein Enkel Johannes von Hohenlohe 1412 ohne männlichen Erben starb, kam dieser Besitzanteil an seine Schwäger. Graf Leonhard zu Castell erhielt Schloss Speckfeld mit Turm sowie den Unterteil des Dorfes mit der Dorfmühle. In den Besitz von Schenk Friedrich von Limpurg kam eine steinerne Kemenate und der obere Teil von Markt Einersheim mit der Eckelheimer Mühle.
1435 und 1445 erwarben die Schenken von Limpurg auch den Besitz des Grafen Wilhelm II. zu Castell, jedoch ohne den Speckfelder Wildbann. In den folgenden 300 Jahren wählten die Limpurger das Bergschloss Speckfeld als ihre Residenz. Dieses wurde im Bauernkrieg zerstört, jedoch später wieder aufgebaut. Reichserbschenk Carol von Limpurg erhob den Ort 1542 zum Marktflecken. Im Dreißigjährigen Krieg litt die Burg Speckfeld unter mehreren Plünderungen von schwedischen und auch kaiserlichen Truppen. Wegen des maroden Zustandes gab Vollrath von Limburg die Burg Speckfeld auf. Er erbaute sich 1685 in Markt Einersheim ein neues Schloss in Fachwerkbauweise. Mit dem Tod der letzten Schenken 1705 und 1713 gingen die Reichslehen an Brandenburg. Der Eigenbesitz der Herrschaft Speckfeld mit den Schlössern Markt Einersheim und Sommerhausen gelangte über die Tochter Amalie des Schenken Eberhard an die Grafen von Rechteren. Sie hatten bis zur Mitte des 20. Jahrhunderts in den genannten Orten einen Wohnsitz.
Seit dem Rheinbundakte von 1806 gehört der Ort wie weite Teile Frankens zum Königreich Bayern. Im Rahmen des Gemeindeedikts wurde der Steuerdistrikt Einersheim gebildet. Zu diesem gehörten Eselsmühle, Possenheim, Schwarzmühle, Sekretariusmühle und Steinmühle. Infolge des Zweiten Gemeindeedikts (1818) entstand die Ruralgemeinde Einersheim mit den Orten Eselsmühle, Schwarzmühle, Sekretariusmühle und Steinmühle. Sie war in Verwaltung und Gerichtsbarkeit dem Herrschaftsgericht Markt Einersheim zugeordnet und in der Finanzverwaltung zunächst dem Rentamt Scheinfeld, nach dessen Auflösung im Jahr 1818 dem Rentamt Iphofen. Vor 1836 kam Neubauhof von der Gemeinde Possenheim hinzu. Mit der Auflösung des Herrschaftsgerichtes Markt Einersheim im Jahr 1849 kam die Gemeinde an der Landgericht Markt Bibart. Ab 1862 war für die Verwaltung das Bezirksamt Scheinfeld zuständig (1939 in Landkreis Scheinfeld umbenannt) und für die Finanzverwaltung ab 1879 das Rentamt Markt Bibart (1919–1929: Finanzamt Markt Bibart, seit 1929: Finanzamt Kitzingen). Die Gerichtsbarkeit blieb bis 1879 beim Landgericht Markt Bibart, von 1880 bis 1973 war das Amtsgericht Scheinfeld zuständig, seitdem ist es das Amtsgericht Kitzingen. Am 23. März 1972 wurde der Gemeindename Einersheim amtlich in Markt Einersheim geändert.

### Einwohnerentwicklung
Im Zeitraum 1988 bis 2018 stieg die Einwohnerzahl von 1153 auf 1209 um 56 Einwohner bzw. um 4,9 %. 1997 hatte der Markt 1294 Einwohner.

Veranschaulichung der Tabellen

Quelle: BayLfStat
Gemeinde Markt Einersheim
| Jahr      | 1818   | 1840   | 1852   | 1861   | 1867   | 1871   | 1875   | 1880   | 1885   | 1890   | 1895   | 1900   | 1905   | 1910   | 1919   | 1925   | 1933   | 1939   | 1946   | 1950   | 1961   | 1970   | 1987   | 2000 | 2010   | 2015   | 2022   |
| Einwohner | 766    | 802    | 717    | 729    | 774    | 774    | 781    | 809    | 812    | 786    | 752    | 739    | 733    | 690    | 678    | 692    | 681    | 700    | 1055   | 1081   | 1019   | 1033   | 1114   | 1247 | 1165   | 1187   | 1253   |
| Häuser    | 123    | 131    |        |        |        | 128    |        |        | 128    | 154    |        | 148    |        |        |        | 140    |        |        |        | 142    | 183    |        | 294    |      |        | 352    | 374    |
| Quelle    | [ 23 ] | [ 28 ] | [ 29 ] | [ 29 ] | [ 30 ] | [ 31 ] | [ 32 ] | [ 33 ] | [ 34 ] | [ 35 ] | [ 36 ] | [ 29 ] | [ 37 ] | [ 29 ] | [ 38 ] | [ 29 ] | [ 39 ] | [ 29 ] | [ 29 ] | [ 40 ] | [ 41 ] | [ 42 ] | [ 43 ] |      | [ 44 ] | [ 44 ] | [ 45 ] |

Ort Markt Einersheim
| Jahr      | 1818   | 1840   | 1861   | 1871   | 1885   | 1900   | 1925   | 1950   | 1961   | 1970   | 1987   |
| Einwohner | 739    | 770    | *729   | 739    | 772    | 704    | 652    | 1032   | 973    | 985    | 1078   |
| Häuser    | 119    | 126    |        |        | 123    | 143    | 134    | 136    | 177    |        | 283    |
| Quelle    | [ 23 ] | [ 28 ] | [ 30 ] | [ 32 ] | [ 35 ] | [ 37 ] | [ 39 ] | [ 40 ] | [ 41 ] | [ 42 ] | [ 43 ] |

## Politik

### Gemeinderat
Die Gemeinderatswahl 2020 ergab folgende Sitzverteilung:
- CSU: 3 Sitze
- SPD: 2 Sitze
- Unabhängige Wähler: 5 Sitze

### Bürgermeister
Erster Bürgermeister ist seit 1. Mai 2014 Herbert Volkamer (Freie Wähler); dieser wurde am 15. März 2020 mit 98,9 % der gültigen Stimmen für weitere sechs Jahre gewählt. Sein Vorgänger war Bruno Gamm (Unabhängige Wählerschaft).

### Wappen und Flagge
Wappen
| Wappen von Markt Einersheim | Blasonierung: „In Silber ein Bund von sechs beerenförmigen roten Früchten mit langen grünen Stielen, die unten von einem goldenen Ring zusammen gehalten werden.“ |
| Wappen von Markt Einersheim | Wappenbegründung: Einersheim bekam die Marktrechte wahrscheinlich 1542. Im ältesten bekannten Gerichtssiegel steht in der Umschrift ebenfalls das Jahr 1542. Der Ortsname Markt Einersheim tauchte erstmals 1801 auf. Die Art der im Wappen dargestellten sechs Früchte, deren Stängel durch einen Ring zusammengehalten werden, sind in ihrer Bedeutung unklar. Sie werden entweder als Hagebutten oder als Mohnkapseln angesehen. König Ludwig genehmigte am 6. Juli 1847 die Weiterführung des alten Wappens. In der Niederschrift werden die Früchte als Hiften (Hagebutten) oder als Holzbirnen bezeichnet. Bei dieser Genehmigung wurden Farben nicht genannt. Sie stammen aus der Wappensammlung von Otto Hupp. |

Gemeindeflagge
Die Gemeindeflagge ist rot-gelb.

## Kultur und Sehenswürdigkeiten

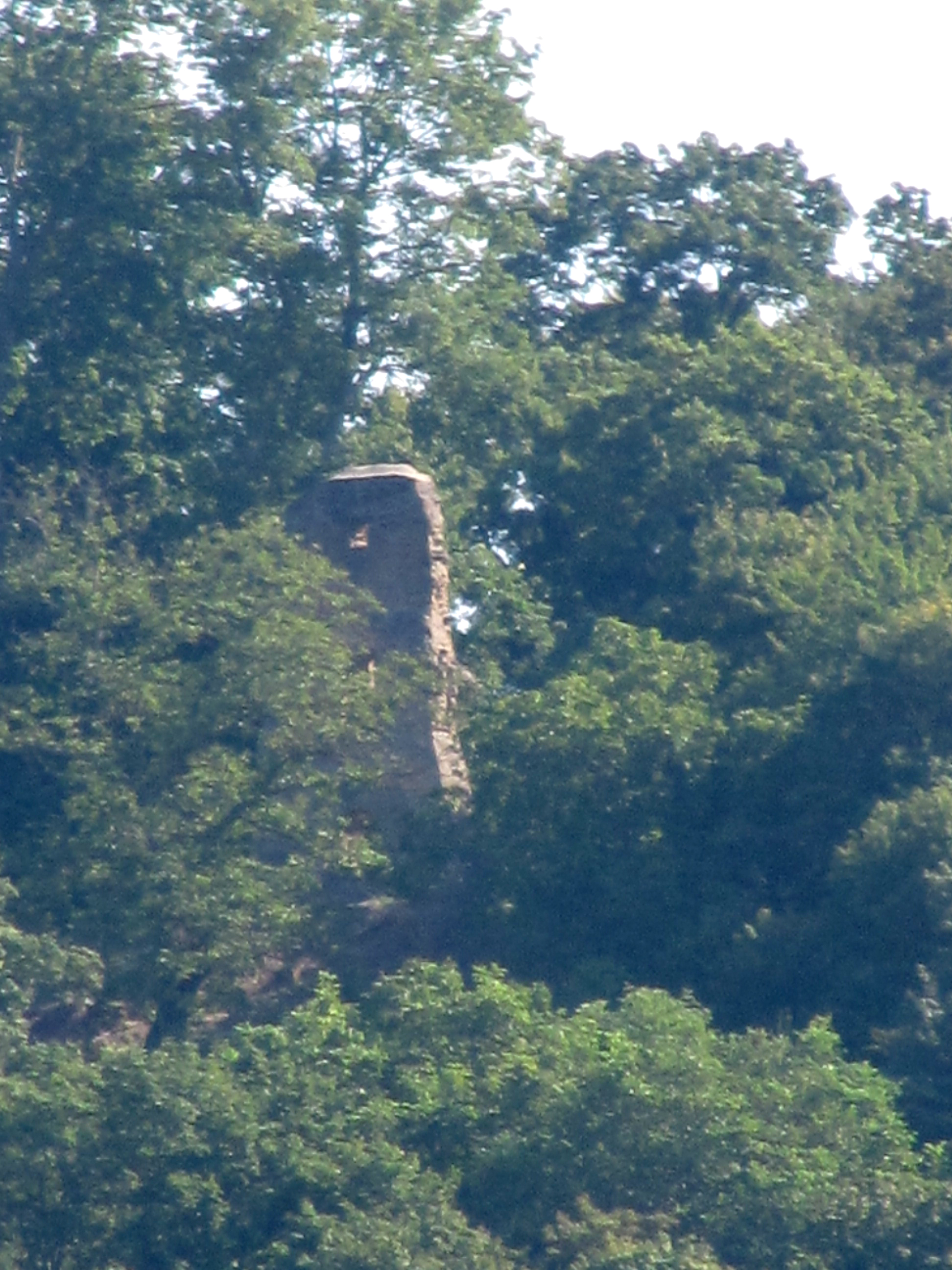
Ruine des Bergschlosses Speckfeld
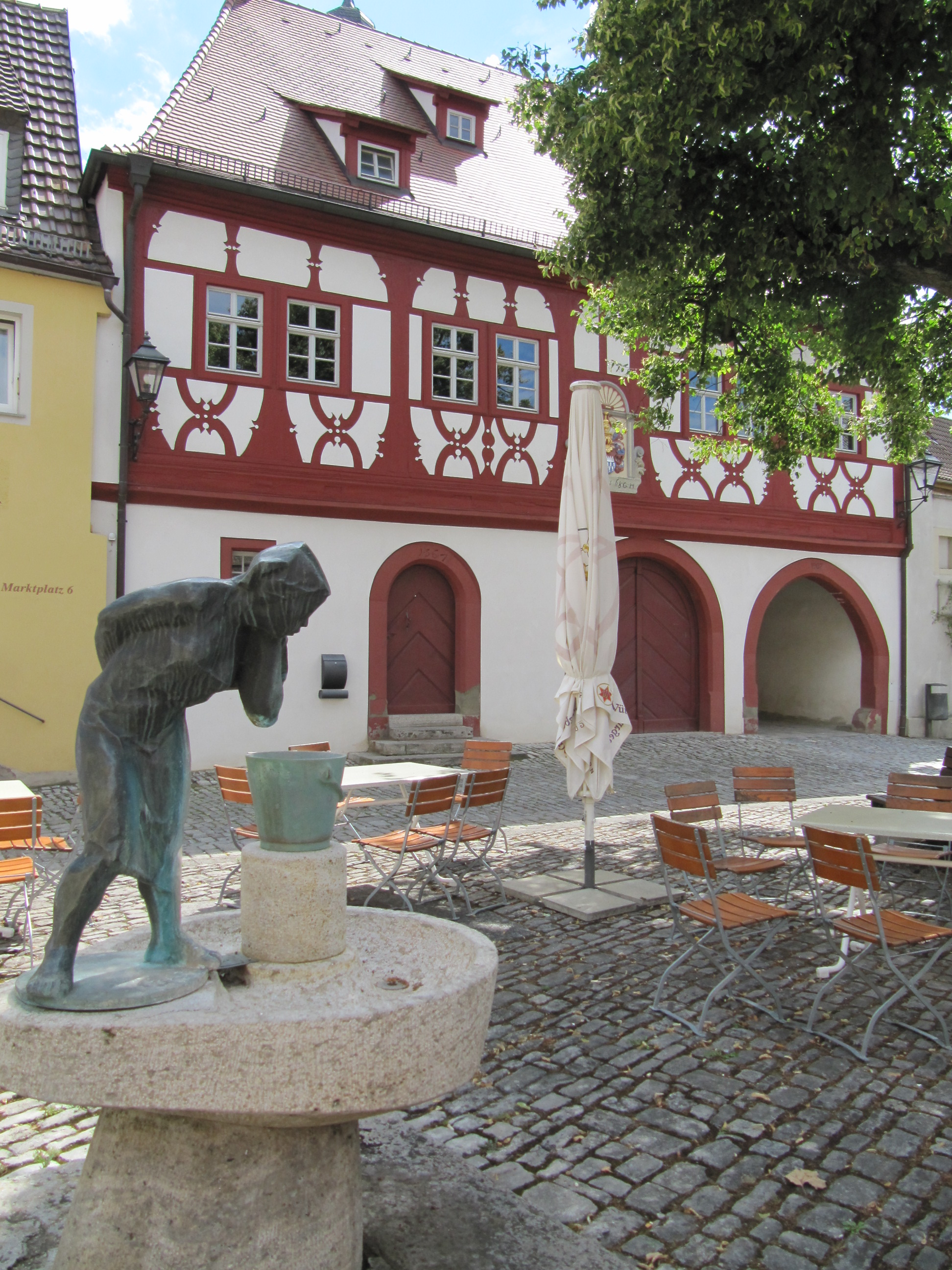
Brunnen von Richard Rother am Marktplatz
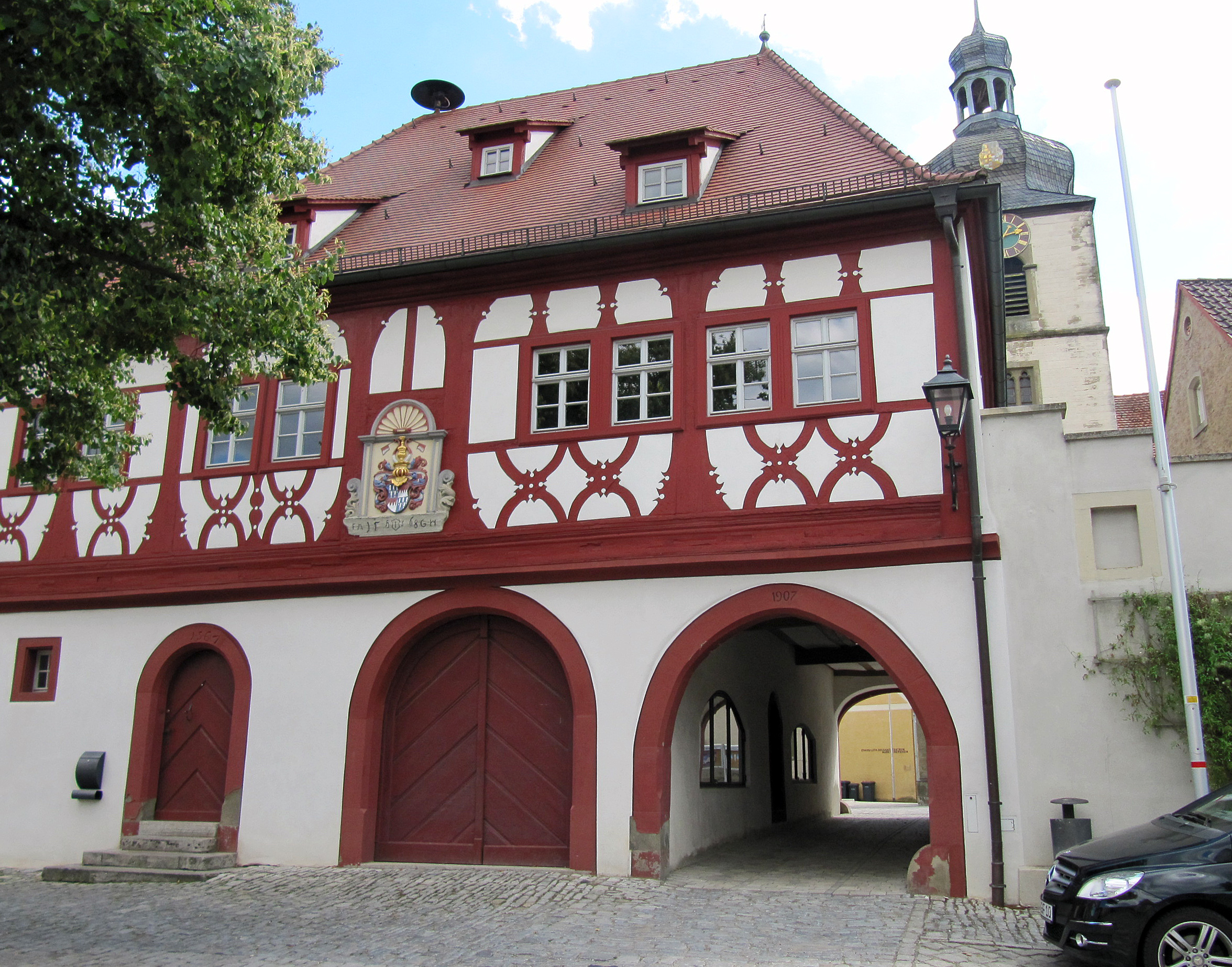
Rathaus mit Zugang zur ehemaligen Kirchenburg
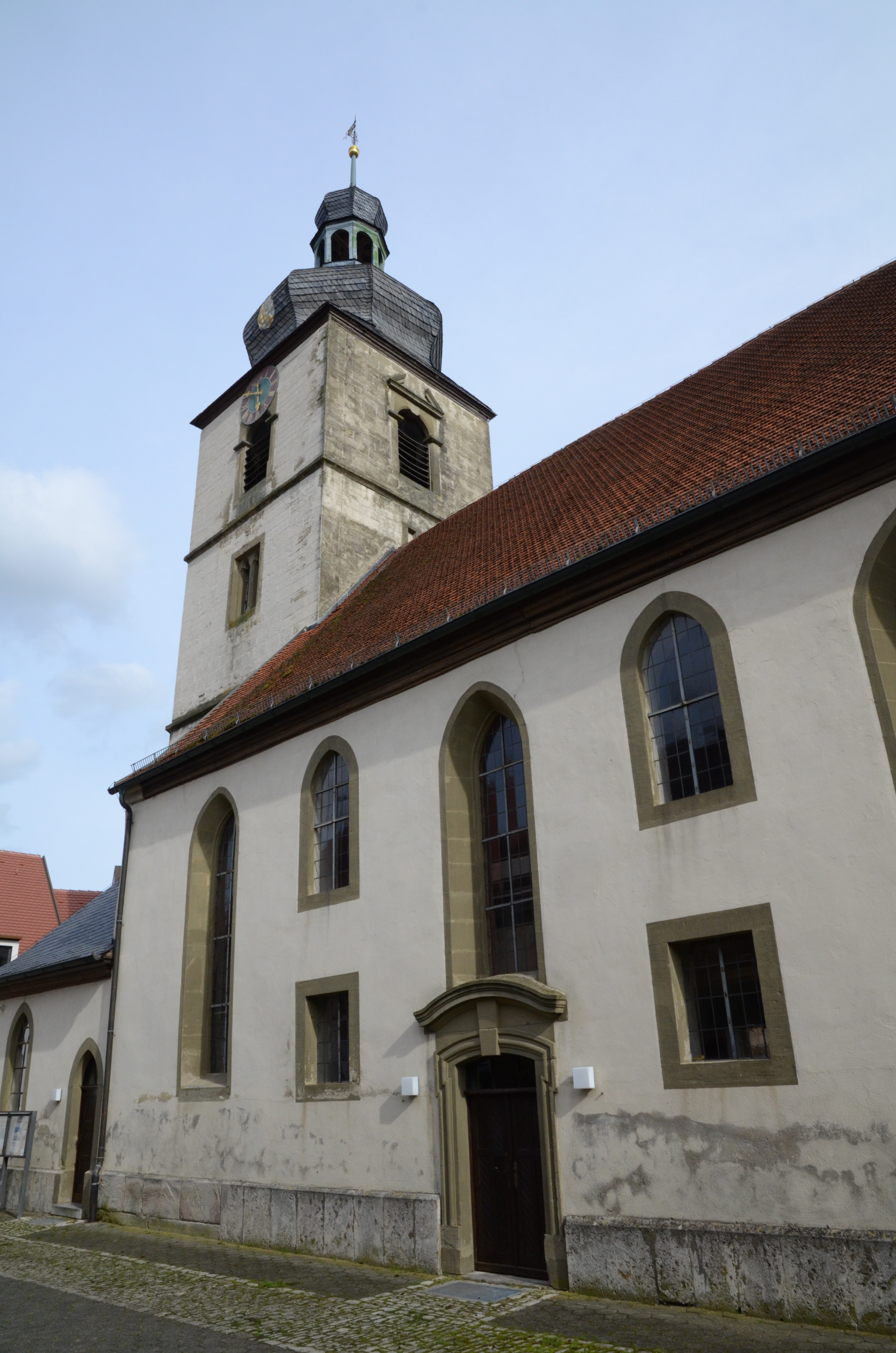
St. Matthäus
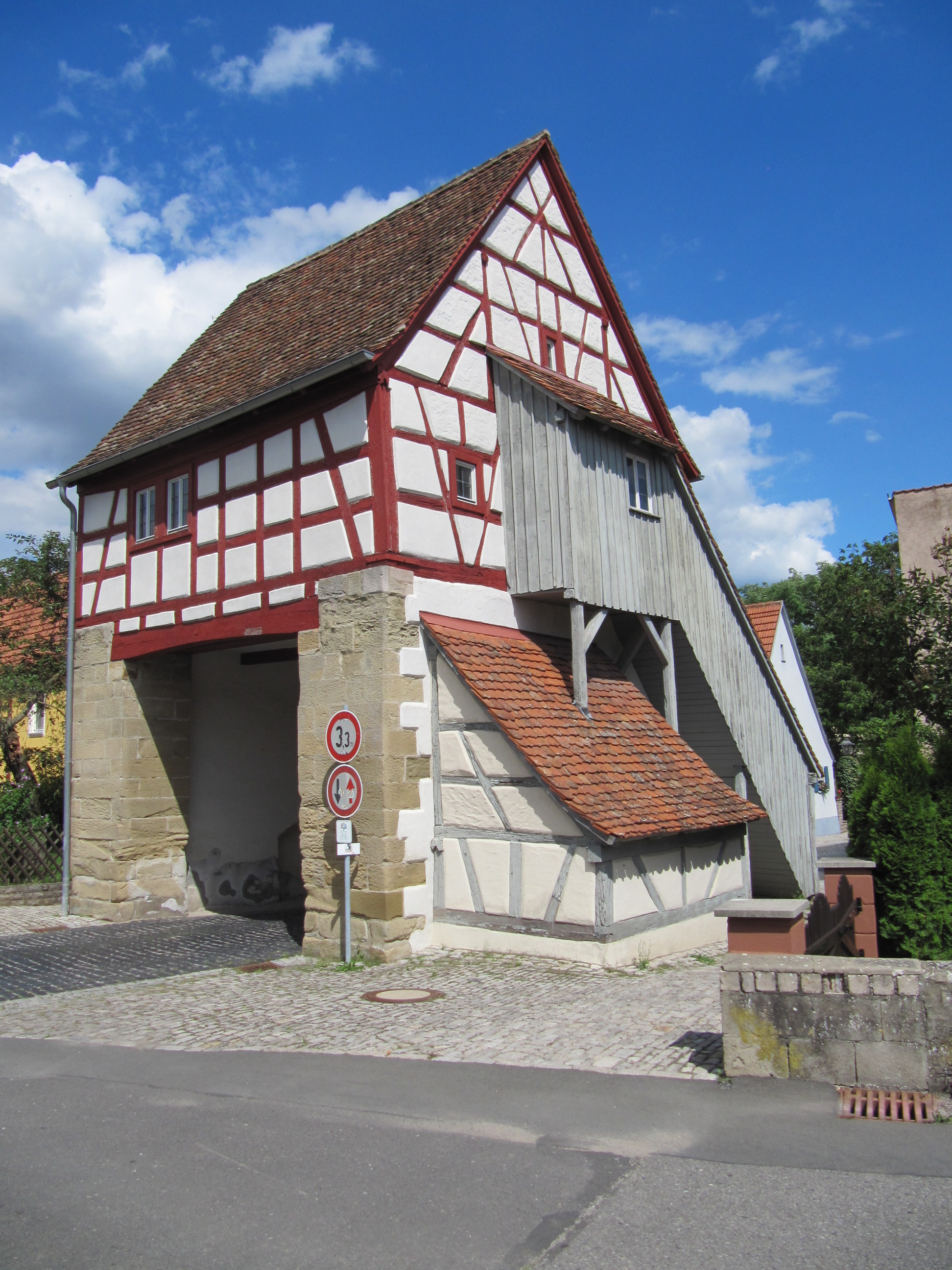
Würzburger Tor
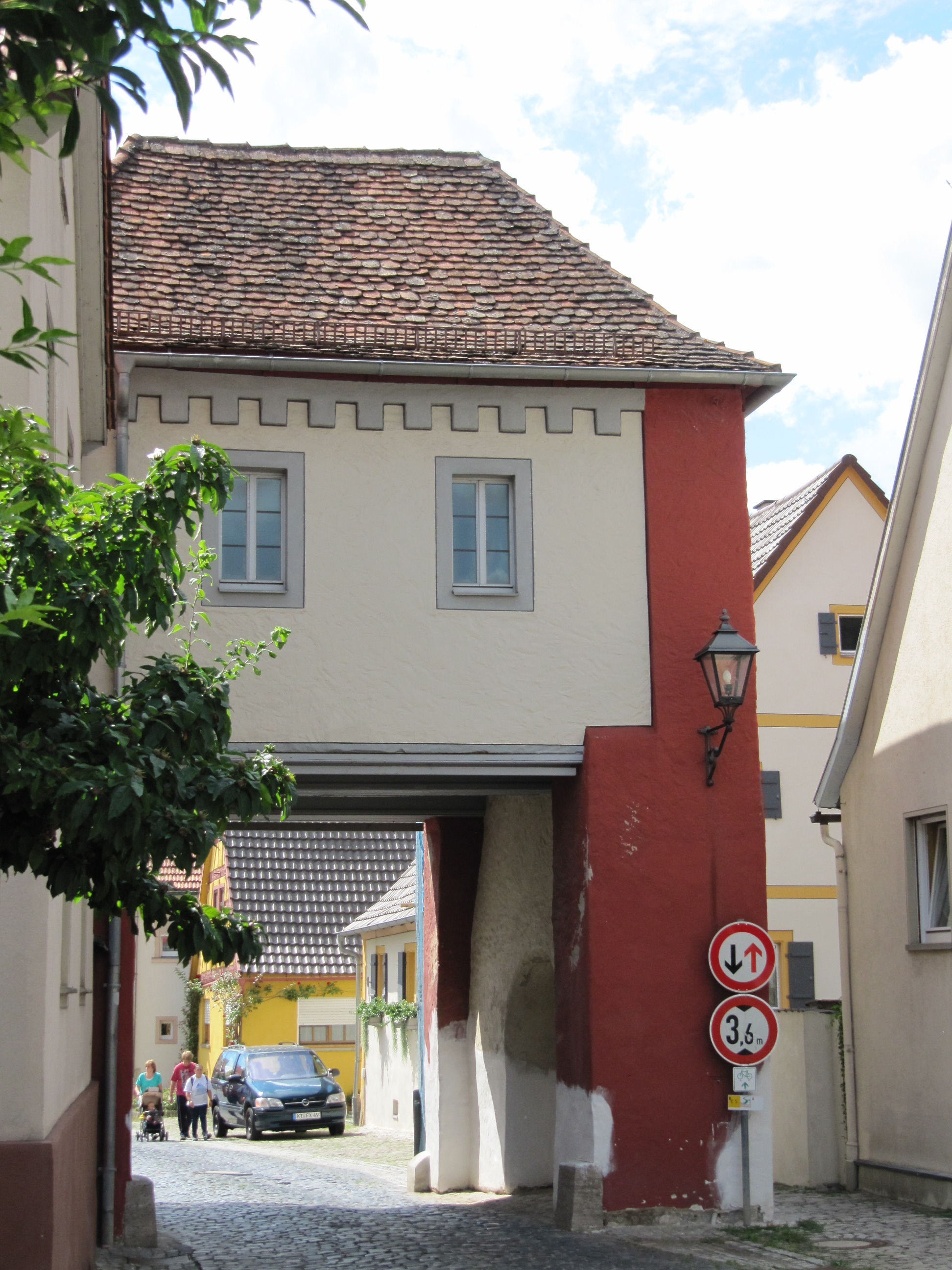
Nürnberger Tor

### Bau- und Bodendenkmäler

#### Torhäuser
Im 14. Jahrhundert entstanden die Torhäuser an den Straßenzugängen des Ortes. Das Hirtentor ist nicht mehr vorhanden. Es wurde 1867 abgerissen. Vom Würzburger Tor mit der Wohnung für den Flurer und Nachtwächter wurde im Jahre 1680 ein Stockwerk abgetragen. Seit 1980 beherbergt es ein Heimatmuseum. Nach seiner großen Sanierung 1999 ist es ein ansprechendes Zeugnis der Vergangenheit. Auch das Nürnberger Tor wurde 1728 um ein Stockwerk zurückgebaut. Seit 1983 ist dort das Gemeindearchiv untergebracht.

#### Kirchenburg

##### Anlage

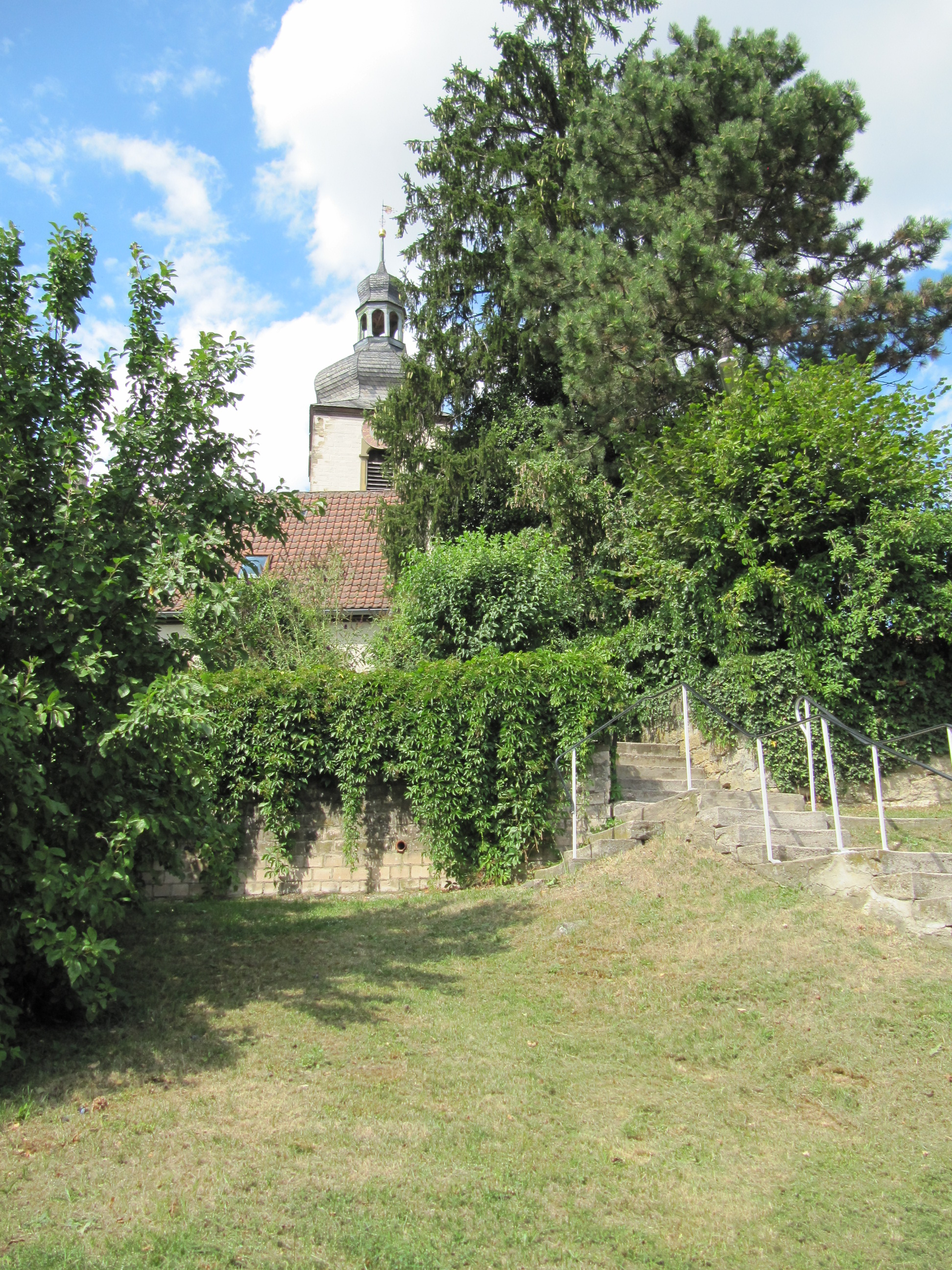
Reste der Ummauerung auf der Südseite

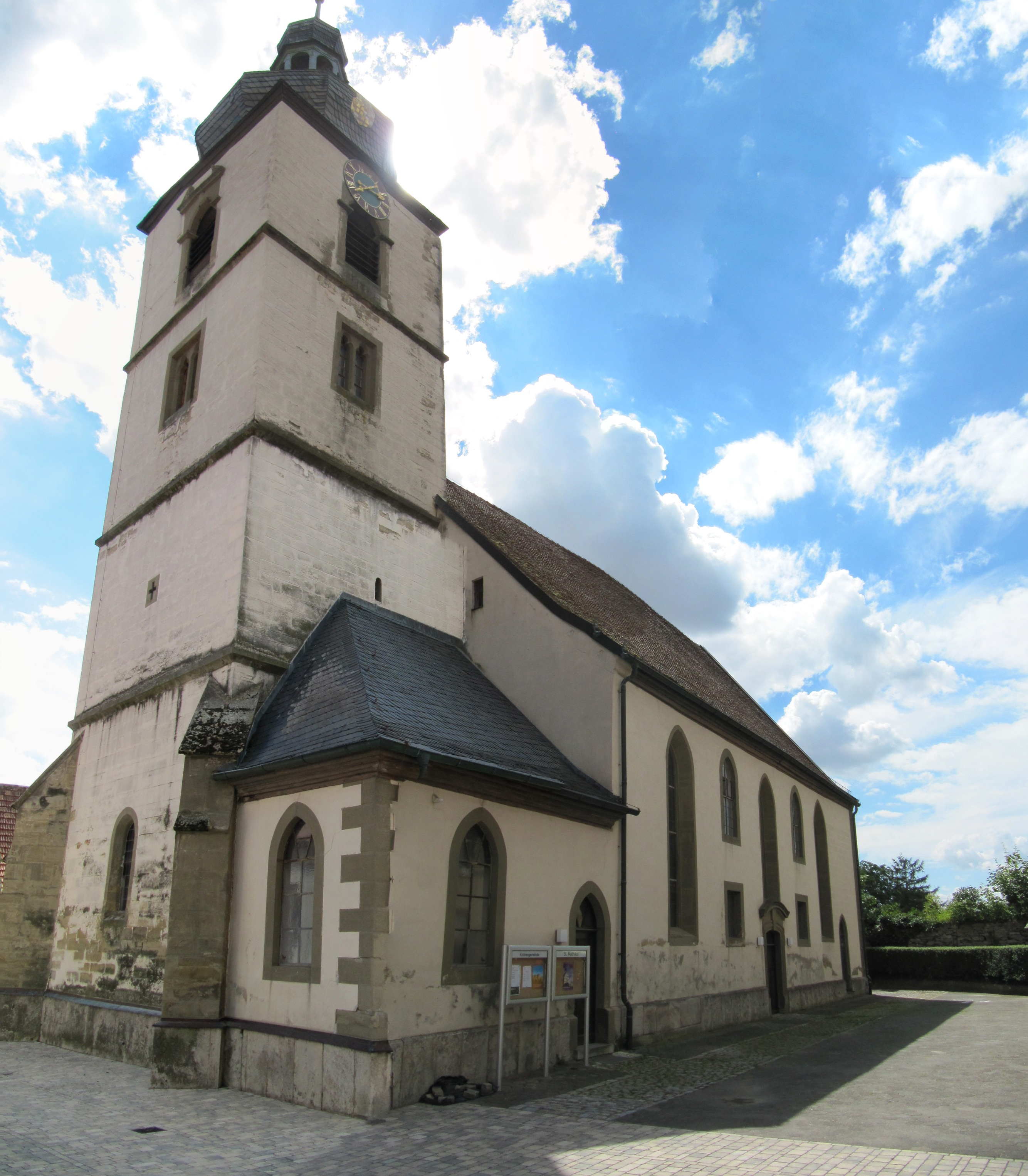
St. Matthäus in Markt Einersheim

Die Lage der evangelisch-lutherischen Pfarrkirche St. Matthäus auf einer Anhöhe weist auf ihre ursprüngliche Schutzfunktion für die Bevölkerung hin. Nach drei Seiten fällt der Höhenrücken ab. Beim Ausbau zur Kirchenburg musste nur die Nordseite für Verteidigungszwecke stärker gesichert werden. Der Chorturm liegt in der Mitte der Anlage und dem Eingang gegenüber. Er hat eine Mauerstärke von 1,15 m und vom Erdgeschoss gab es keinen Zugang nach oben. Nur über Leitern war der Eingang dieser letzten Zuflucht erreichbar. Seine schmalen Fenster im zweiten Stockwerk sind Hinweis auf ehemalige Schießscharten. Oben hatte dieser Wehrturm einen Wehrgang. Von dort aus konnten Wächter die Umgebung weithin beobachten.:15,16
Bis 1599 befand sich um die Kirche der Kirchhof, den eine Wehrmauer mit Ecktürmen umgab. Die castell–limpurgische Teilungsurkunde vom 23. September 1414 berichtet von zwei einander gegenüber liegenden Zugängen zum Kirchhof. Das Kirchtor lag auf der Nordseite an der Stelle des Durchgangs unter dem Rathaus. Auf einer fast geraden Linie am Wehrturm vorbei befand sich auf der Südseite das Kirchtörlein. Ca. 5 Meter in östlicher Richtung war die Seelenmesskapelle an die Wehrmauer angebaut. Nur zwei gotische Zugänge erinnern noch an sie. 1682 wurde sie als „Beinhauß im Kirchhoff“ genutzt.:15–19

##### Kirchengebäude
Vermutlich existierte ein Vorgängerbau aus Holz bereits seit der Zeit des Frankenapostels Kilian. Das jetzige Gotteshaus mit einem Chorturm ist St. Matthäus geweiht. Es erhielt das heutige Aussehen im Jahre 1626 als das Kirchenschiff nach Norden erweitert wurde. Der Turm und die Südwand blieben bestehen. Die alte Messkirche wurde in eine protestantische Predigtkirche umgestaltet und drei Altäre wurden als „letzte Reste des Papsttums hinweggetan“. Der Chorraum hat ein gotisches Kreuzrippengewölbe. Es sitzt auf Kapitellen, einem Mädchenkopf mit Blattknospen. Das Kirchenschiff besitzt eine Kassettendecke aus Holz. In der Mitte findet sich das Wappen der Schenken mit der Jahreszahl 1626. Mehrere Epitaphe für verstorbene Mitglieder der Schenken von Limpurg-Speckfeld wurden um den Chorbogen aufgehängt.

#### Rathaus
Das Rathaus wurde 1567/68 errichtet. Es ist ein zweigeschossiger Bau mit Walmdach und Fachwerk im Obergeschoss.

#### Speckfeld
Weithin sichtbar liegt auf einem Bergkegel nördlich von Markt Einersheim die Turmruine des Bergschlosses Speckfeld. Die Ritter von Speckfeld wählten wohl um 1200 die Anhöhe zum Bau ihrer Burg. Von hier aus konnten sie die alte Hochstraße, die durch feuchten Wiesengrund führte, gut bewachen und schützen. Heute ist von dem Bergschloss nicht mehr viel erhalten, denn man benutzte ab 1700 den verfallenen Bau als Steinbruch. :50–51 Es werden 1716 der Giebel der Pfarrkirche St. Matthäi sowie die Mauer des westlichen Kirchhofs mit diesen Steinen ausgebessert.

#### Schloss

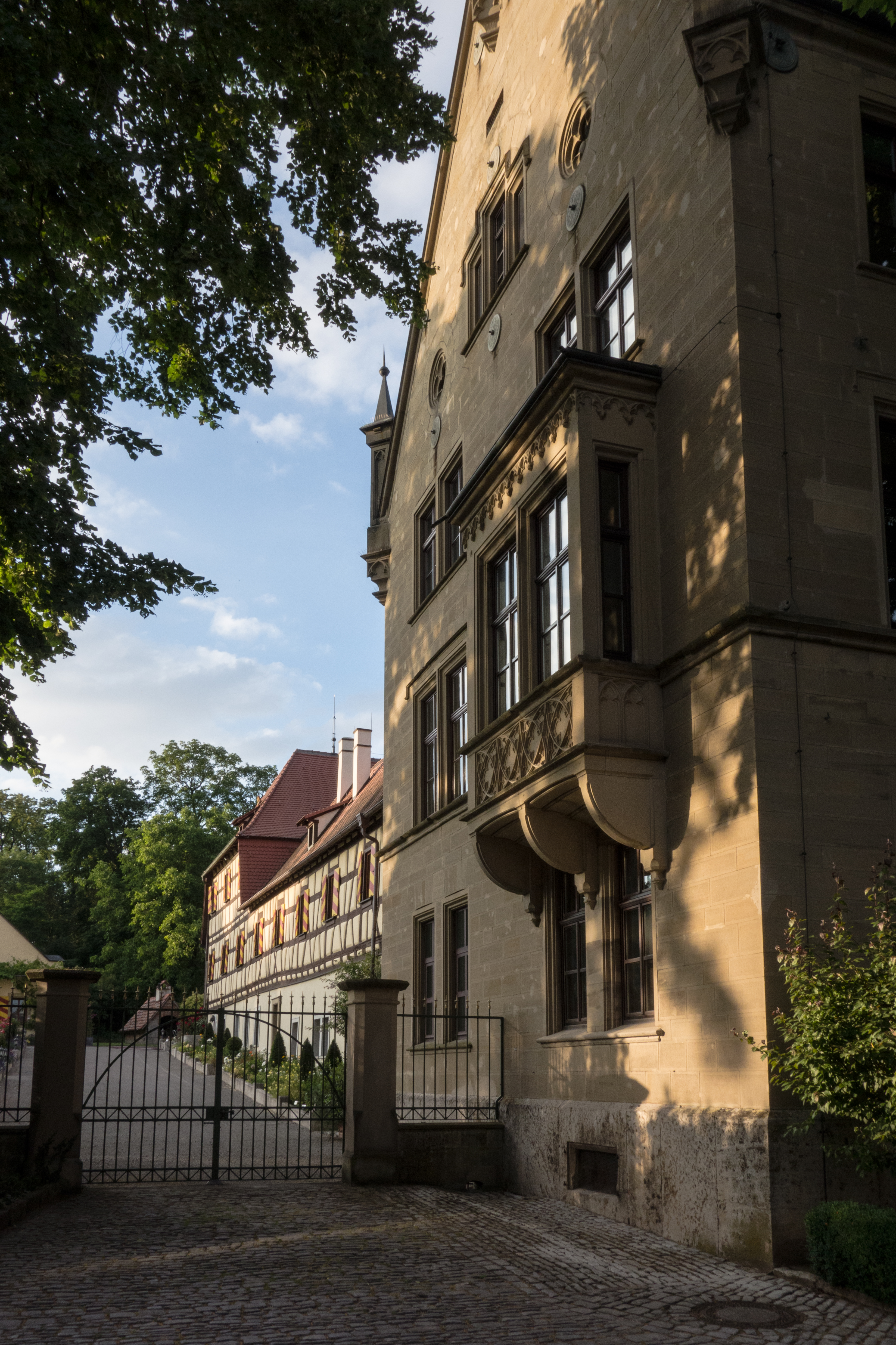
Schloss Einersheim

Nachdem Schenk Vollrath von Limpurg die Burg Speckfeld aufgegeben hatte, erbaute er sich 1685 einen neuen Wohnsitz im Ort in Fachwerkbauweise am Marktplatz. Durch die Tochter Amalie des letzten Schenken Georg Eberhard gelangte das Schloss an die Grafen von Rechteren-Limpurg. 1859 entstand unter Graf Friedrich Ludwig von Rechteren-Limpurg-Speckfeld der zweistöckige Erweiterungsbau im neugotischen Stil mit breiter Front zur Straße. Die Wappen des Erbauers und seiner Ehefrau Luitgard Gräfin von Erbach–Fürstenau sind über dem Eingangsportal festgehalten. 1969 erwarb es Nikolaus Knauf von den Erben der Gräfin Adolphine von Rechteren–Limpurg–Speckfeld.:23–26

### Naturschutzgebiete

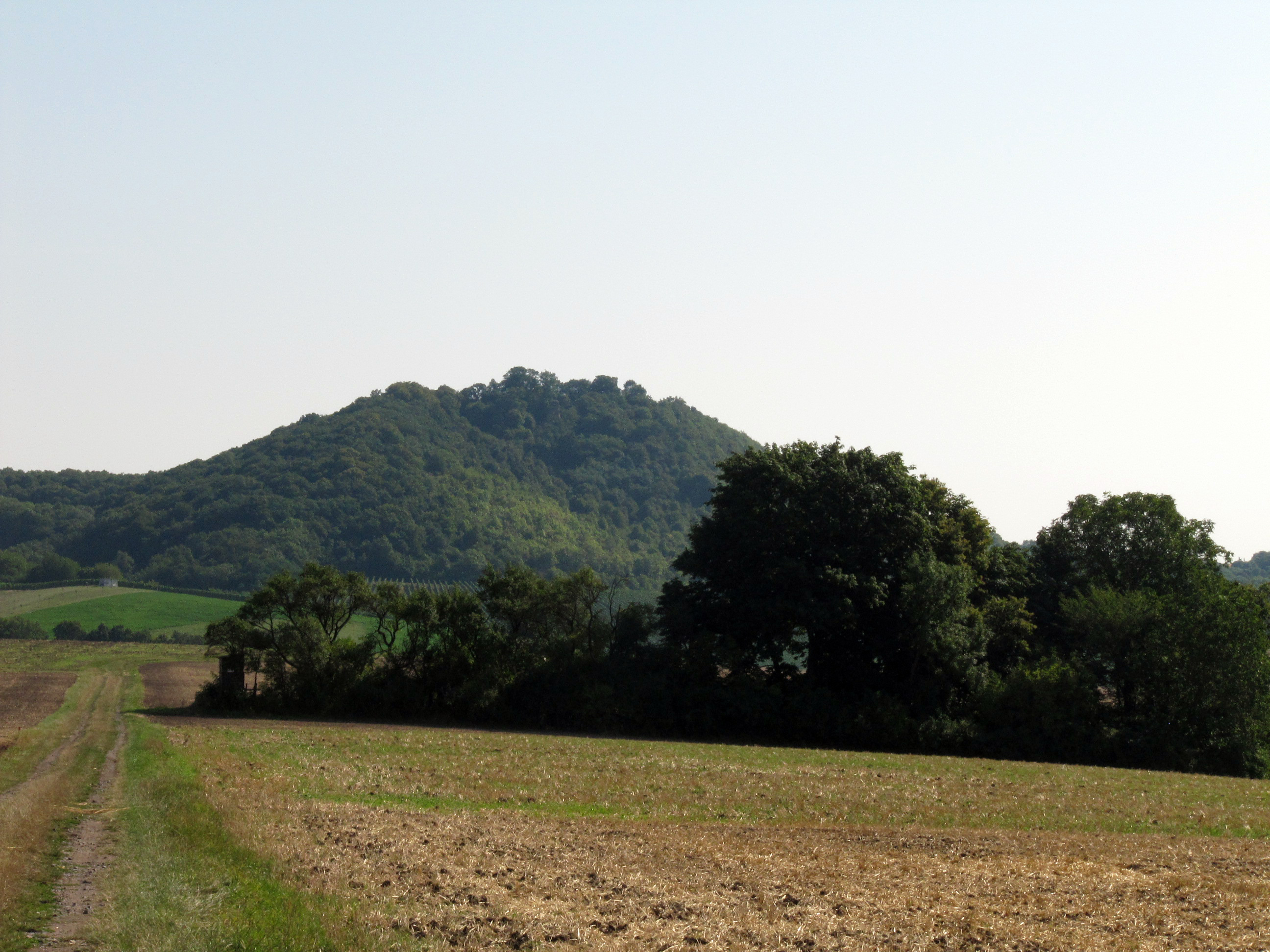
Naturschutzgebiet Schlossberg mit zugewachsener Ruine Speckfeld

#### Schlossberg
Aus der Infotafel am Naturschutzgebiet Schlossbergsattel bei Markt Einersheim geht hervor, dass der Schlossberg 410 m hoch ist und am Südrand der Südspitze des Steigerwalds liegt. Die Ursache für die Entstehung der Hänge und des Plateaus sind die unterschiedlich harten Schichten des mittleren Keupers. Auf dem Schlossbergsattel lagert Schilfsandstein.
Die geschützte Fläche hat eine Größe von ca. 78 ha. Das Gebiet gehört zum europäischen Schutzgebietsnetz Natura 2000 und besteht aus kleinen Acker–Parzellen mit unterschiedlicher Nutzung. Zahlreichen bedrohten Pflanzen und Tieren wurde dort der Lebensraum erhalten. Zum Beispiel bieten die Reste der Burgruine Speckfeld verschiedenen Fledermausarten Zuflucht.

### Vereine
- Historische Burschenschaft Markt Einersheim
- Freiwillige Feuerwehr Markt Einersheim e. V.
- Gesangverein 1864 Markt Einersheim
- Kindergarten-Förderverein
- Kleintierzuchtverein Markt Einersheim u. Umgebung von 1988 e. V.
- Krieger- und Militärkameradschaft 1872.
- Gräflicher Schützenverein von 1603 e. V. Markt Einersheim
- Volkstrachtenverein Markt Einersheim e. V.
- Projekt Waisenhaus Sri Lanka e. V.
- Sportverein Markt Einersheim e. V

Diese zehn Vereine prägen das Zusammenleben im Ort.

### Wanderwege
Durch Markt Einersheim verläuft der Fränkische Marienweg.

## Wirtschaft und Infrastruktur

### Verkehr
Die durch Markt Einersheim verlaufende Bundesstraße 8 durchquert heute nach dem Bau der Umgehungsstraße nicht mehr die Ortsmitte, sondern ist nördlich ihrer ursprünglichen Lage trassiert. Dabei trennt sie das Industriegebiet der Firma Knauf und den Ort voneinander. Die B 8 verläuft nach Iphofen (3,3 km nordwestlich) bzw. über Enzlar nach Markt Bibart (10 km südöstlich). Die Kreisstraße KT 1 führt über Mönchsondheim nach Nenzenheim. Eine Gemeindeverbindungsstraße führt nach Iphofen zur Kreisstraße KT 16 (3,3 km nordwestlich). Anliegerwege führen zum Neubauhof (2,4 km nordöstlich) und zur Steinmühle (1,1 km südwestlich).
1865 erhielt Markt Einersheim eine Bahnstation an der Bahnstrecke Fürth–Würzburg. Sie verläuft südwestlich von Markt Einersheim. Bis 1982 befand sich hier ein Haltepunkt für den Personenverkehr. Nach dem Ausbau dieser Hauptbahnstrecke Nürnberg–Würzburg in Franken steigt heute im Fernverkehr die ICE–, Güterzug- und Regionalzugfrequenz stetig.

### Industrie und Wirtschaft
Der Ort lag an einer wichtigen Ost-West-Verbindung, der Alten Reichsstraße. Sie war eine Fernhandels- und Heerstraße von Nürnberg nach Frankfurt und die Fortsetzung der Goldenen Straße von Prag nach Nürnberg. An der rege frequentierten Straße durch Heere, Kauf- und Handelsleute hatten Gasthäuser und Handwerker wie Schmiede, Wagner und Sattler in früheren Zeiten eine wichtige Bedeutung. Daneben war Markt Einersheim bis in das 20. Jh. von der Landwirtschaft geprägt. Besonders der Weinbau zeugt noch von der ehemaligen bäuerlichen Struktur des Marktfleckens. Die früher zahlreichen kleinen Weinlagen von Markt Einersheim wurden zusammengefasst zum Einersheimer Vogelsang. Dieser Frankenwein wächst an Südhängen rund um das Wengertshäusla und am Sonn- und Schlossberg. Die Fläche ist mit 50 Hektar nördlich der Bundesstraße recht beträchtlich.
1998 gab es nach der amtlichen Statistik im produzierenden Gewerbe 413 und im Bereich Handel und Verkehr 73 sozialversicherungspflichtig Beschäftigte am Arbeitsort. In sonstigen Wirtschaftsbereichen waren am Arbeitsort 72 Personen sozialversicherungspflichtig beschäftigt. Sozialversicherungspflichtig Beschäftigte am Wohnort gab es insgesamt 746. Im verarbeitenden Gewerbe gab es keine, im Bauhauptgewerbe 1 Betrieb. Zudem bestanden im Jahr 1999 41 landwirtschaftliche Betriebe mit einer landwirtschaftlich genutzten Fläche von 1202 ha, davon waren 875 ha Ackerfläche und einige ha Dauergrünfläche.
Heute stehen in dem Marktflecken mit einer Einwohnerzahl von 1250 Personen ca. 600 Arbeitsplätze zur Verfügung. Es gibt Betriebe, Handwerker, Dienstleister und Kleinstfirmen. Am Ort sind folgende größere Unternehmen ansässig:
„Fritsch Bäckereiausstattung und Bäckereitechnik“ wurde 1926 gegründet. Die Firma expandierte in der Mitte dieses Jahrhunderts mit der Schaffung von Werkzeugen, die zur Rationalisierung in den Backstuben beitrugen.
Das Werk von Knauf Gips entstand 1943 durch die mächtigen Gipsvorkommen vor den Toren Markt Einersheims.
Die „Marktbäckerei Fuchs“ begann 1900 im Sudetenland und kam mit der Umsiedlung 1953 in den Ort.
Die „Meidel-Gruppe“ ist ein Speditions- und Logistikunternehmen. 1906 war es in Breslau gegründet worden. Der Wiederaufbau begann 1948 nach der Vertreibung zunächst in Markt Bibart und anschließend am heutigen Stammsitz im unterfränkischen Markt Einersheim.
Das Unternehmen „Böhm-Bau“ GmbH aus Markt Einersheim ist bekannt für seinen Holzbau seit 1696. Durch den Zwang zum Energieeinsparen boomte im Werk vor allem dem Holzhausbau.
Auch die „SG Stahl Großküchen“ GmbH, ein Unternehmen der Blanco Professional Gruppe, hat ihren Sitz in Markt Einersheim.

### Weinbau

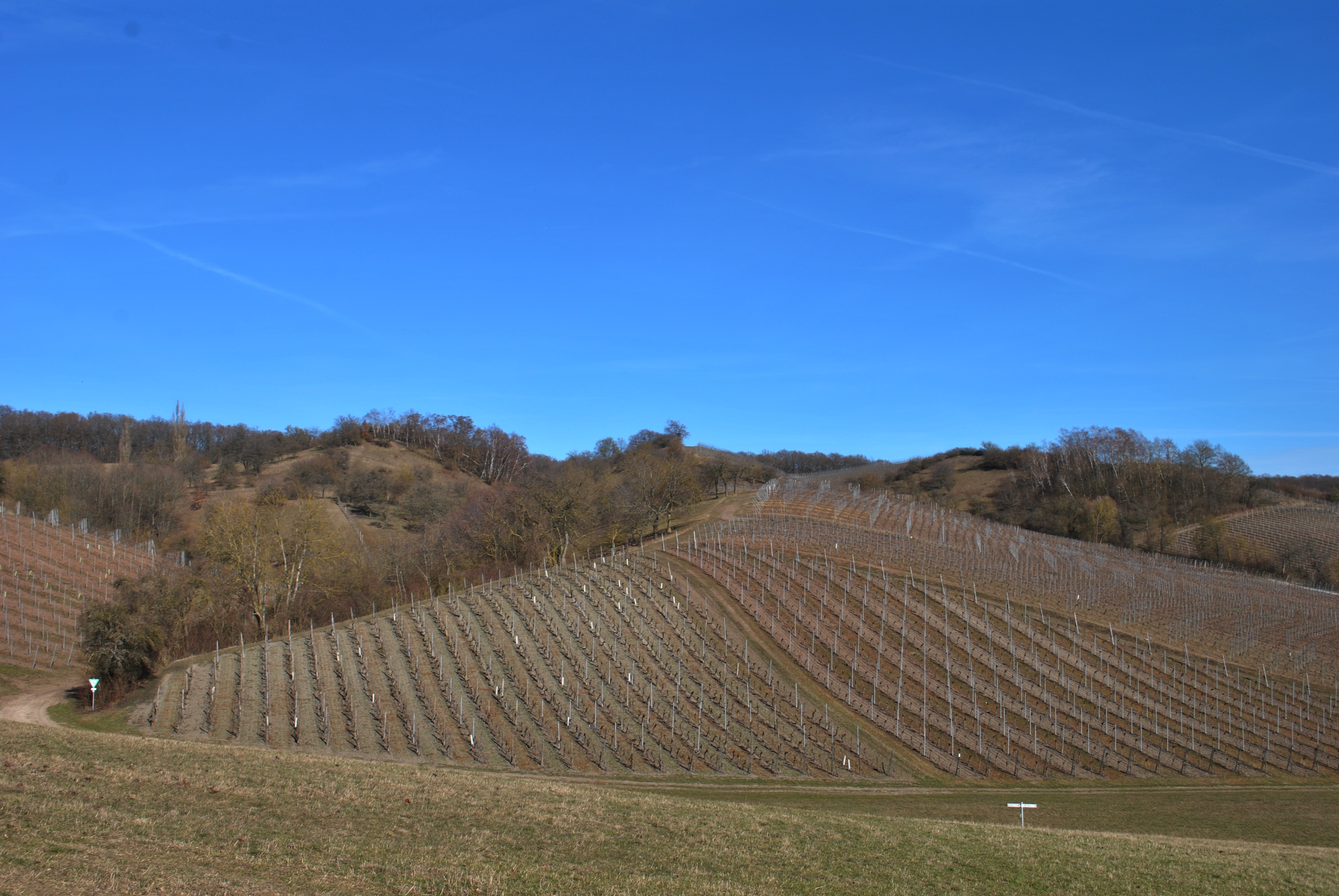
Die Weinlage Vogelsang im NSG Schloßbergsattel

Markt Einersheim ist heute Weinbauort im Anbaugebiet Franken. Insgesamt zwei Weinlagen existiert um das Dorf, der Wein wird seit den 1970er Jahren unter den Namen Markt Einersheimer Vogelsang und Markt Einersheimer Mönchshütte (ehemals Stüblein) vermarktet. Einersheim ist Teil des Bereichs Schwanberger Land, bis 2017 waren die Winzer im Bereich Steigerwald zusammengefasst. Die Keuperböden mit hohem Gipsanteil um Markt Einersheim eignen sich ebenso für den Anbau von Wein, wie die Lage in der Maingauklimazone, die zu den wärmsten Deutschlands gehört.
Bereits seit dem Frühmittelalter betreiben die Menschen um Einersheim Weinbau. Die fränkischen Siedler brachten wohl im 7. Jahrhundert die Rebe mit an den Main. Im Mittelalter gehörte die Region zum größten zusammenhängenden Weinbaugebiet im Heiligen Römischen Reich. Erstmals erwähnt wurde die Rebe im Ort in einer Besitzurkunde des Hochstifts Bamberg in der Nähe von Schloss Speckfeld. Die Menschen betrieben zumeist Nebenerwerbsweinbau zur Selbstversorgung, gleichzeitig bildeten sich bereits Exportzentren insbesondere entlang des Maines heraus. Die Einersheimer verkauften ihren Wein im nahen Iphofen.
Der Weinbau erlebte nach der Säkularisation zu Beginn des 19. Jahrhunderts einen umfassenden Niedergang. Vor allem klimatisch weniger begünstige Lagen gab man vollständig auf. Zusätzlich erschwerte das Aufkommen von Schädlingen wie der Reblaus den Anbau. In Einersheim bestanden bald gar keine Weinberge mehr. Konsolidieren konnte sich die Weinbauregion Franken erst wieder in der zweiten Hälfte des 20. Jahrhunderts. Der Einsatz von Düngern und verbesserte Anbaumethoden hatten dazu ebenso beigetragen wie die Organisation in Genossenschaften und die Flurbereinigung der 1970er Jahre. Heute wird im Ort wieder in begrenztem Umfang Wein angebaut.
| Weinlage    | Größe 1993 | Größe 2019 | Himmelsrichtung | Hangneigung | Hauptrebsorten                | Großlage        |
| ----------- | ---------- | ---------- | --------------- | ----------- | ----------------------------- | --------------- |
| Mönchshütte | 6,5 ha     | 12 ha      | Süden           | 20–40 %     | Müller-Thurgau, Kerner, Faber | Iphöfer Burgweg |
| Vogelsang   | 28 ha      | 76 ha      | Süden, Westen   | 20–50 %     | Silvaner, Müller-Thurgau      | Iphöfer Burgweg |

### Öffentliche Einrichtungen
Der Marktflecken besitzt alle zum Leben notwendigen Einrichtungen: Kindergarten, Grundschule, Zahnarzt, Apotheke, Bäcker, Metzger, Lebensmittelladen, Banken und Friseur.

#### Bildung

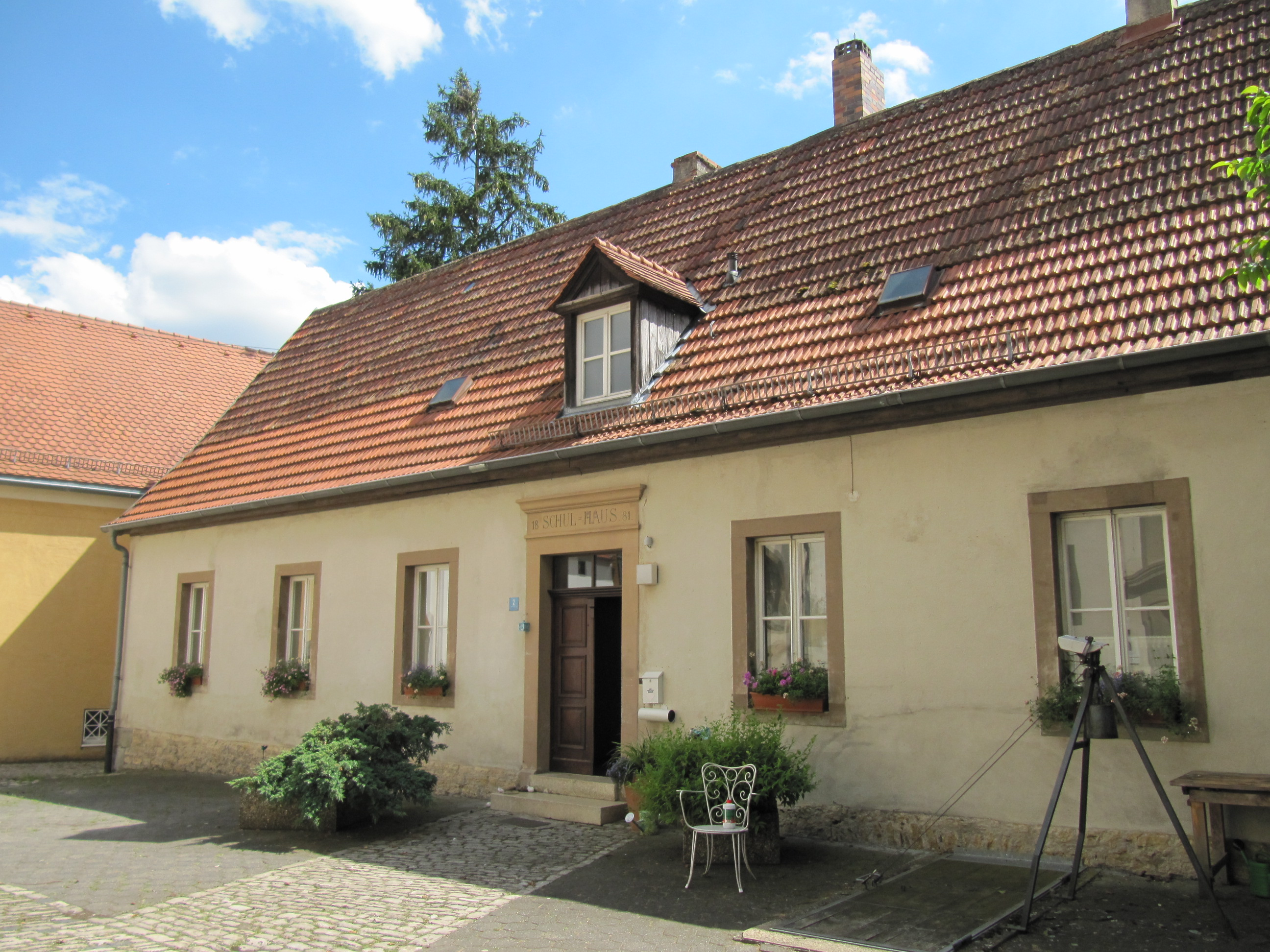
Schulhaus von 1881

Es gibt im Marktflecken einen Kindergarten und eine Kinderkrippe.
Die schulische Unterweisung lag bis zur Übernahme durch den Staat 1919 in den Händen der Kirche. Aus diesem Grund war das Schulgebäude in unmittelbarer Nähe der Kirche untergebracht. Bereits 1558 wurde das jetzige Wohnhaus am Marktplatz 4 als erstes Schulhaus in Markt Einersheim errichtet. Über der Lehrerwohnung im Erdgeschoss befand sich der Unterrichtsraum für alle schulpflichtigen Kinder.:33
1881 beschloss der Markt ein neues Schulhaus an der Südseite der Kirche zu bauen. Dieses enthielt zwei Unterrichtsräume. Als das Gebäude wiederum zu klein geworden war, errichtete der Markt 1963 das vierklassige Schulhaus mit Schulküche, Werkraum und Gymnastikhalle. Mit dem Beginn des Schuljahres 1972/73 besuchten die Klassen 7 – 9 die Verbandsschule Iphofen. Seit 1981 werden in dem Gebäude nur die Kinder der Grundschule Hellmitzheimer Bucht unterrichtet. Sie kommen aus den Orten Possenheim, Hellmitzheim, Dornheim, Nenzenheim, Mönchsondheim und Markt Einersheim. Ein weiterer Anbau kam 1993 hinzu. Ab dem Jahr 2000 besaßen die Grundschulkinder der Verbandsschule die Möglichkeit einer Mittagsbetreuung. Die nächsten Gymnasien sind Kitzingen und Scheinfeld.
Die Gemeindebücherei befindet sich im Gebäude der Grundschule Hellmitzheimer Bucht. Sie ist gut ausgestattet und bietet Lesestoff für jeden Geschmack.

#### Sport
Der Marktflecken besitzt ein Sportzentrum mit Mehrzweckhalle, einen Sportplatz, Bolzplatz und Kinderspielplatz.
Das Terrassen-Freibad im Mühlengrund bildet für die Bürger Markt Einersheim und zahlreiche Besucher aus den umliegenden Orten im Sommer einen Anziehungspunkt.
Für den Wanderer erschließt der Naturerlebnisweg Speckfelder Runde den Nahbereich von Markt Einersheim.
Durch ihre Lage am Steigerwald Panoramaweg von Bamberg nach Bad Windsheim erfährt die Ortschaft ihre Einbettung in die fränkische Vielfalt.
Mit zwei Routen von 25 km (Radweg Nr. 9) und 33 km (Radweg Nr. 7) berührt der Fernradweg Vom Main zur Aisch den Ort. Die Radwanderkarte des Landkreises Kitzingen beschreibt sie.

## Persönlichkeiten
- Carolus Schenk zu Limpurg–Speckfeld (1498–1558) erhob 1542 Markt Einersheim zum Markt. Auch führte er 1550 die Reformation ein.
- Pankraz Müller († 1581), Pfarrer von Markt Einersheim 1578 bis 1581, Vorbild für den von Wilhelm Sebastian Schmerl verfassten „Pfarrherrn von Gollhofen“[63]
- Johann Heinrich Meynier (1764–1825), Pädagoge, Romanist und Lexikograf, Meynier war nach seinem Studium in Erlangen als Beamter in Einersheim tätig
- Simon Eisenhut (1781–1842), Chiliast und Gründer einer Glaubensgemeinschaft, Eisenhut predigte vom nahenden Weltende und versammelte eine Gruppe von Anhängern in Markt Einersheim
- Joseph Winzheimer (1807–1897), Landtagsabgeordneter, Winzheimer war auch als Landgerichtsarzt in Markt Einersheim tätig.
- Matthias Winzheimer, Arzt am Würzburger Juliusspital, dann (um 1832) praktischer Arzt, Wundarzt und Geburtshelfer in Markt Einersheim[64]
- Friedrich Ludwig von Rechteren-Limpurg-Speckfeld (1811–1909), Bayerischer Reichrat, wurde in Markt Einersheim geboren.
- Edgar zu Erbach-Fürstenau (1818–1879), Offizier und hessischer Politiker, er verbrachte seinen Lebensabend in Markt Einersheim
- Heinrich Stahl (* 9. November 1875 in Markt Einersheim; † ?), Pfarrer und Kirchenrat[65]
- Wilhelm Sebastian Schmerl[66] (* 18. Februar 1879 in Markt Einersheim; † 8. Mai 1963 in Würzburg), Heimatschriftsteller und Kirchenrat, Autor der Werke „Der Pfarrherr von Gollhofen“, „Kaspar Lederer, der Schulz“ u. a.
- Der Zahnarzt Otto Hellmuth (1896–1968), Gauleiter der NSDAP und Regierungspräsident von Mainfranken im nationalsozialistischen Deutschen Reich, wurde in Markt Einersheim geboren.
- Fritz Ortner (* 23. September 1913; † 2005), Altbürgermeister und Ortschronist, erhielt für seine Verdienste um Markt Einersheim das Bundesverdienstkreuz. Auch eine Straße wurde nach ihm benannt.
- Nikolaus Knauf (* 1936), der mit zahlreichen internationalen Ehrungen ausgezeichnet wurde, ist Ehrenbürger von Markt Einersheim. 1969 erwarb Nikolaus Knauf das Schloss von den Erben der von Rechteren –Limpurg–Speckfeld. Er renovierte es und machte den Marktflecken zu seinem Wohnsitz. Der neue Bürger beteiligte sich am politischen Geschehen im Ort und Kreis. Ihm zu Ehren erhielt die Nikolaus-Knauf-Straße seinen Namen.